# Соломон, Георгий Александрович
Гео́ргий Алекса́ндрович Соломо́н, партийный псевдоним Исе́цкий (1868[…], Хотинский уезд, Бессарабская область — 1934[…], Брюссель) — видный деятель российской социал-демократии, один из первых советских невозвращенцев, автор мемуаров о Ленине.

## Биография
Родился в Хотинском уезде Бессарабской области, в православной дворянской семье.
По окончании курса Санкт-Петербургской Ларинской гимназии Соломон поступил в Военно-медицинскую академию. В 1891 году за участие в студенческих волнениях был исключён из академии и взят под негласный надзор полиции. В сентябре того же года восстановлен на учёбе, но в апреле 1892 года по болезни он оставляет академию и переходит на учёбу в Петербургский университет. В феврале 1893 года согласно прошению оставляет университет.
В январе 1894 года женился на слушательнице училища лекарских помощниц и фельдшериц Марии Николаевне Фёдоровой, состоящей под негласным надзором полиции.
Работал в государственном контроле Забайкальской железной дороги, в 1898 году был переведён в госконтроль Московско-Курской железных дорог. В общей сложности прослужил в Госконтроле 7 лет.
Член РСДРП с момента её основания. Арестован в Москве 1 марта 1901 года, через некоторое время освобождён.
Во время революции 1905 года — на революционной работе в Харькове, где был снова арестован 9 декабря 1905 года. В начале 1906 года отправлен в ссылку в Сибирь.
В 1907 году ссылка была заменена высылкой из России. Жил в эмиграции в Бельгии. Затем вернулся в Россию и на несколько лет отошёл от революционной деятельности.
По его словам, принимал «деятельное участие» в Февральской революции 1917 года. В мае 1917 года по личным делам уехал в Стокгольм, после свержения Временного правительства России вернулся в Петроград. В немедленное построение социалистического общества не верил, поступить на советскую службу не решался и несколько месяцев пассивно наблюдал за развитием событий. Затем, под влиянием своего личного друга Красина, принял назначение первым секретарём посольства в Германии, выехал в Берлин в начале июля 1918 года. С октября 1918 года был консулом в Гамбурге. 15 января 1919 года был арестован и на несколько месяцев заключён в берлинскую тюрьму Моабит. После освобождения вернулся в Советскую Россию.
С 1919 по 1920 годы — заместитель Красина в Наркомате торговли и промышленности РСФСР. Красин называл Соломона «министром государственной контрабанды». В 1920 году — уполномоченный Наркомата внешней торговли РСФСР в Эстонии.
С июня 1921 года по декабрь 1922 года — директор компании «Аркос» (Arcos Ltd) в Лондоне.
Боролся со злоупотреблениями в советских зарубежных представительствах, где процветали воровство, кумовство, взяточничество и головотяпство. Нажил себе множество врагов на всех уровнях советской системы власти. Отказался вернуться в СССР, предполагая возможность ареста. 8 декабря 1922 года выехал из Лондона в Брюссель, имея намерение оставить советскую службу. Оказавшись в безопасности, подал прошение об отставке. Официально оставил советскую службу 1 августа 1923 года, став одним из первых советских невозвращенцев. Проживал в Брюсселе. В 1929 года написал книгу о своих злоключениях на советской службе, в том же году или в следующем — воспоминания о семье Ульяновых.
По словам французской антифашистки Мари Клод Вайян-Кутюрье, был расстрелян немецкими оккупантами в форте Мон-Валерьен в 1942 году.

## Сочинения
- Соломон Г. А. Среди красных вождей. Личные воспоминания о пережитом и виденном на советской службе. — Париж: Изд-во Мишень, 1930. Том 1 Том 2.
  - Французский перевод: Parmi les maîtres rouges. Paris: Éditions Spes, 1930.
  - Переиздание: Соломон (Исецкий) Г. А. Среди красных вождей. — М.: Современник, Росинформ, 1995. ISBN 5-270-01903-5
  - Переиздание: Соломон Г. А. Среди красных вождей. — М.: Кучково поле, Гиперборея, 2007. ISBN 978-5-901679-78-4
- Ленин и его семья (Ульяновы). — Париж, 1931.
  - Переиздание в кн.: Соломон (Исецкий) Г. А. Среди красных вождей. — М.: Современник, Росинформ, 1995. — С. 431—496. ISBN 5-270-01903-5